# Dominion Building
El Dominion Building (originalmente Dominion Trust Building) es un edificio comercial en Vancouver, la ciudad más poblada de Columbia Británica (Canadá). Ubicado a las afueras de Gastown (207 West Hastings St), fue el primer rascacielos con estructura de acero de esa ciudad. Con 53 m, el inmueble de estilo Segundo Imperio de trece pisos fue el edificio comercial más alto del Imperio Británico cuando se completó en 1910. Su arquitecto fue John S. Helyer, quien se dice que murió después de caerse de la escalera en el frente del edificio, aunque esta es una leyenda urbana.

## Arquitectura
Tiene un techo abuhardillado de 3 pisos que corona la torre. Su fachada es en terracota y tiene columnas de granito rojo. La entrada principal ocupa dos pisos y tiene elementos en metal bronceado y madera pulida. Fue el más alto de Vancouver y de Canadá hasta la inauguración de la Sun Tower en 1912.

## Galería

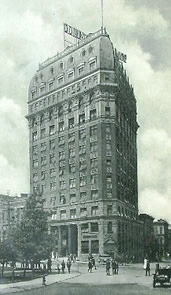
En 1915
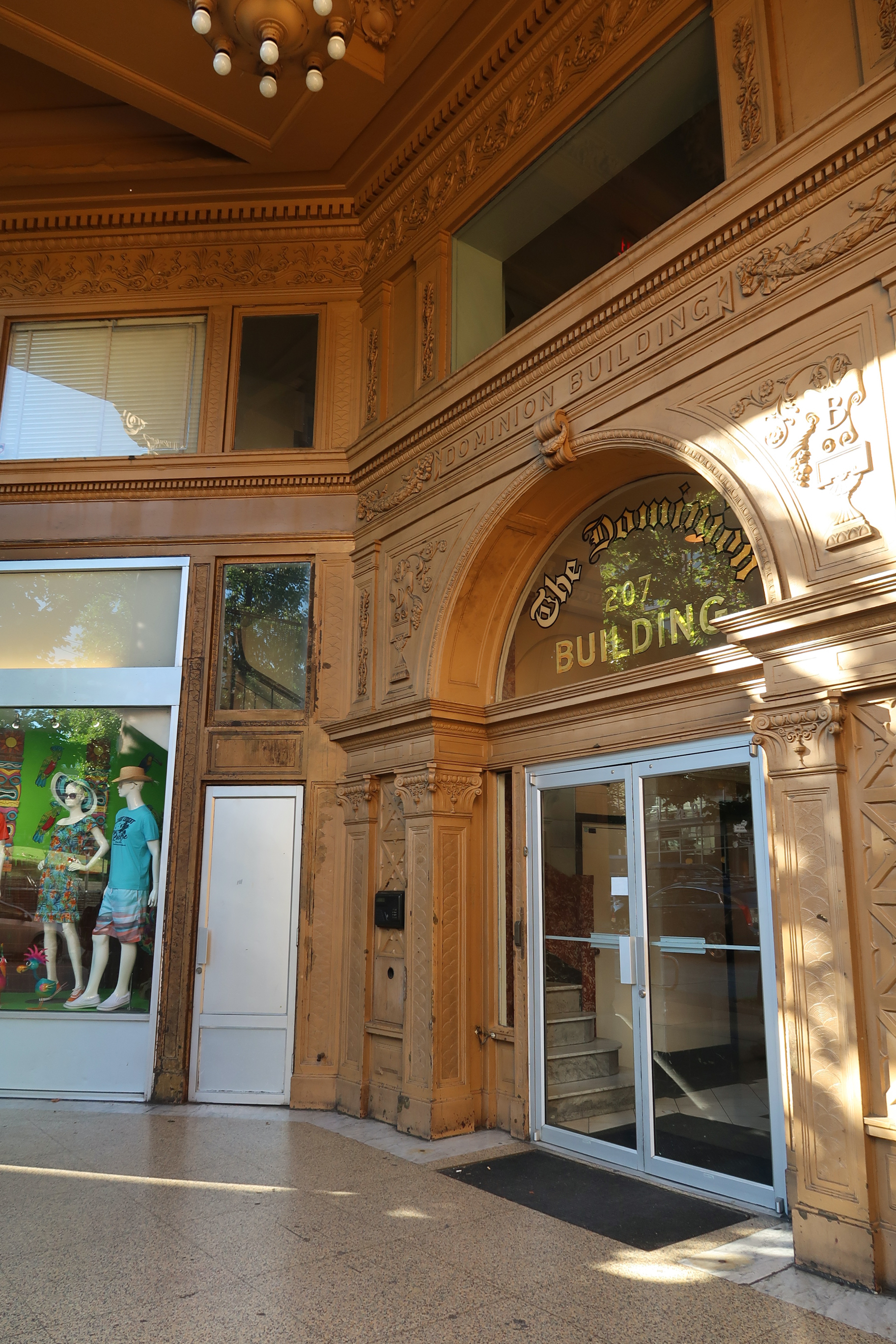
Entrada
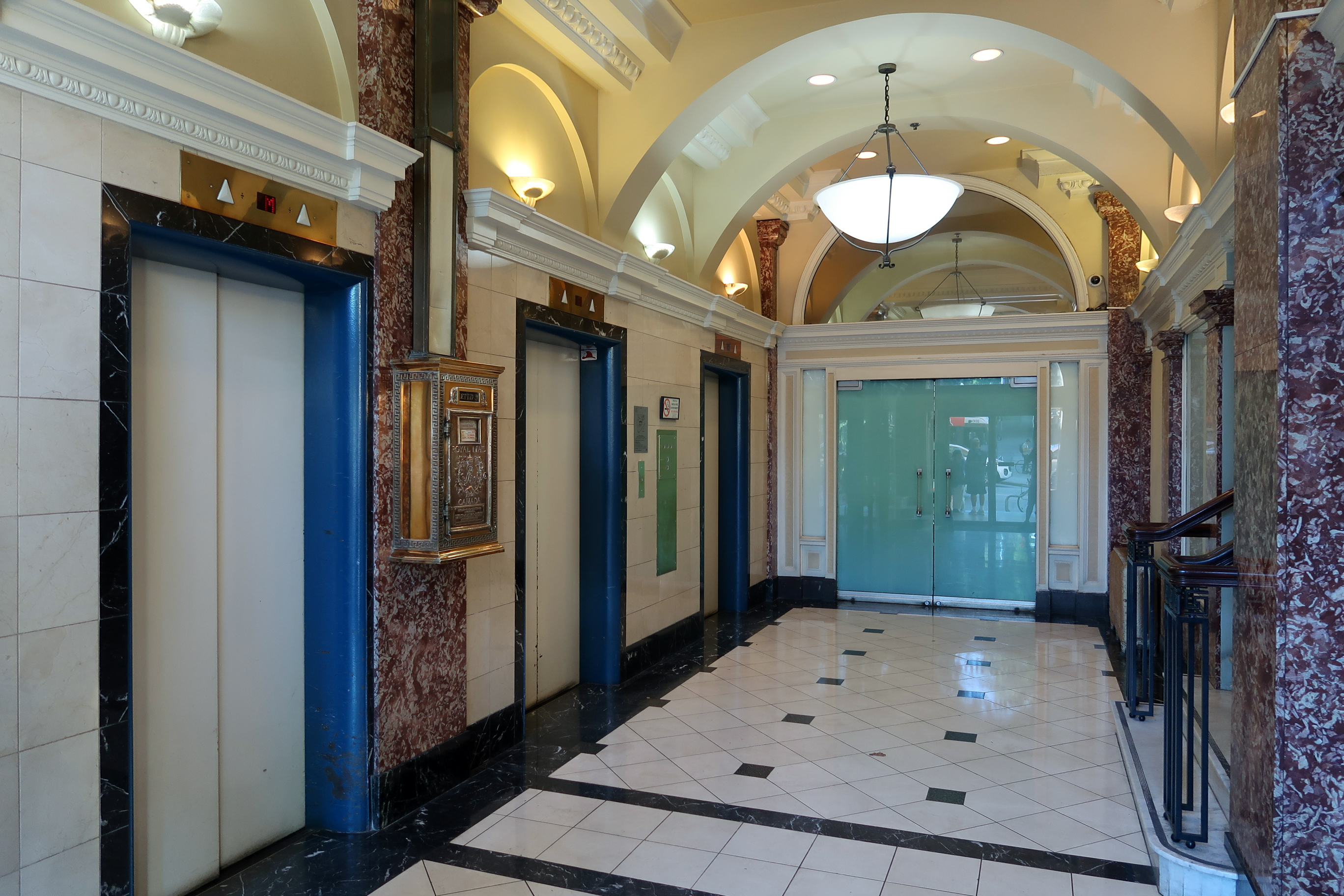
Vestíbulo
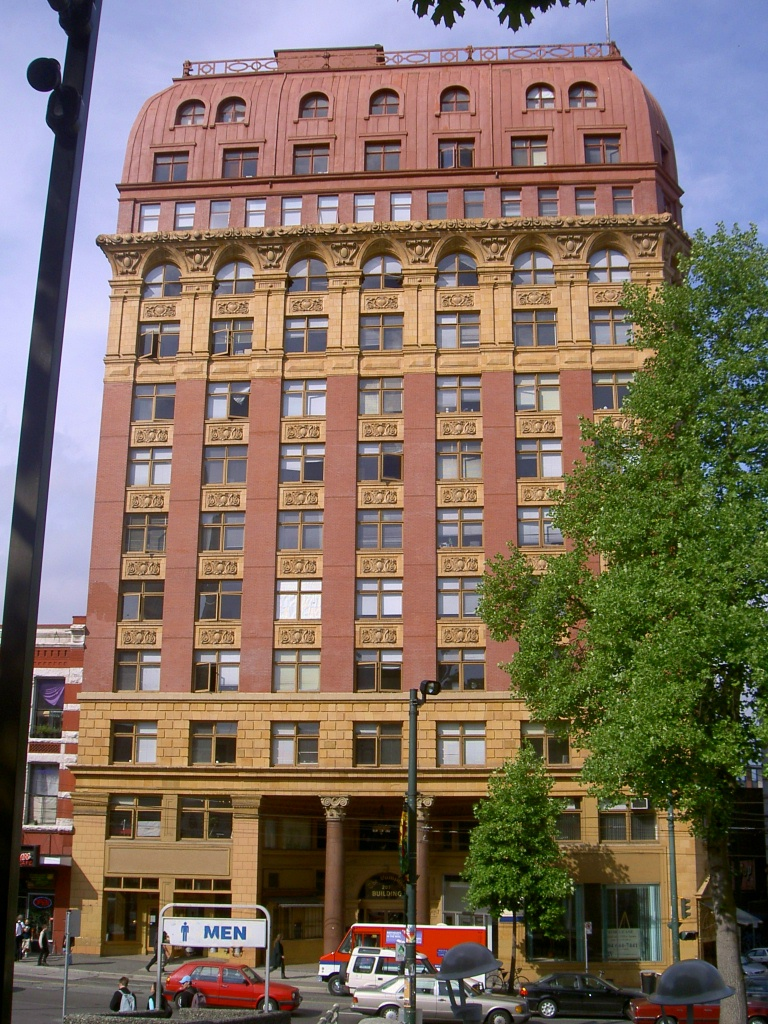
Vista lateral
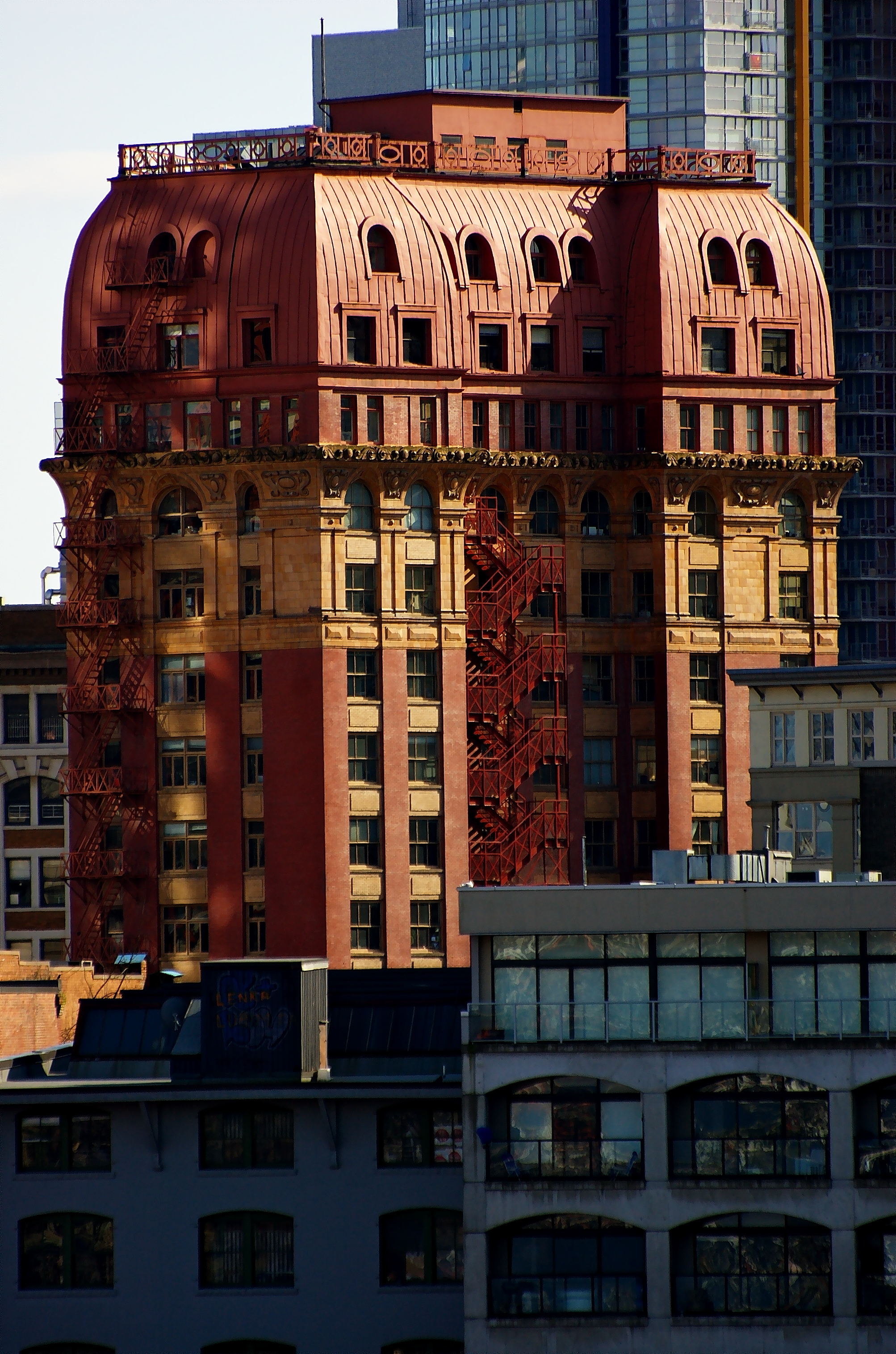
El Dominion en Vancouver